# Jacinto Vera

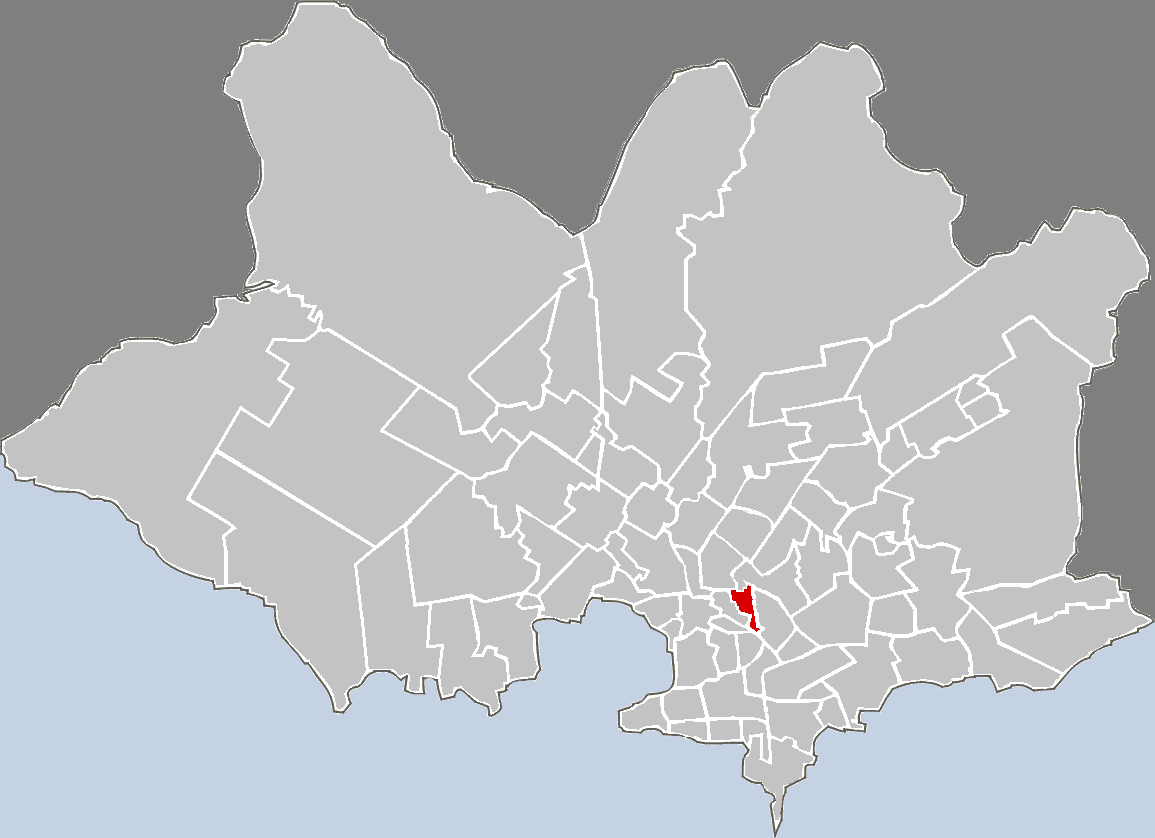
Lage von Jacinto Vera in Montevideo

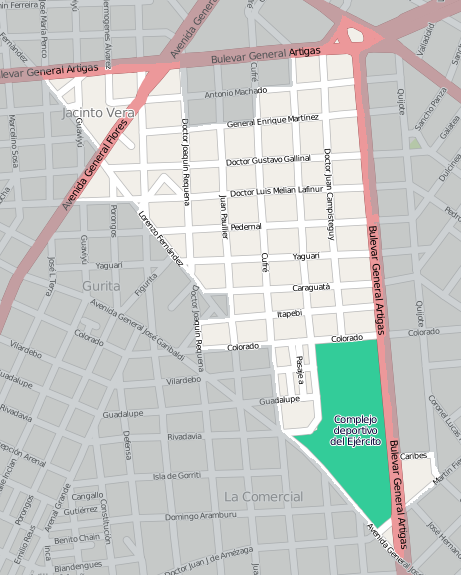
Plan von Jacinto Vera

Jacinto Vera ist ein Stadtviertel (Barrio) der uruguayischen Hauptstadt Montevideo.

## Lage
Die umliegenden Stadtteile sind im Uhrzeigersinn von Norden ausgehend Brazo Oriental, Mercado Modelo y Bolívar, Larrañaga, La Comercial und La Figurita. Die östliche Begrenzung des Barrios zum dort gelegenen Larrañaga bildet größtenteils der dort entlangführende Bulevar Artigas. Das Gebiet von Jacinto Vera ist dem Municipio C zugeordnet.

## Geschichte
Der Name des Stadtviertels, das überwiegend als Wohnviertel der Mittelschicht dient, ist auf den gleichnamigen ersten katholischen Bischof von Montevideo, Jacinto Vera, zurückzuführen. Es wurde 1895, nach anderen Quellen 1894, durch Francisco Piria gegründet. Einst befand sich dort der etwa acht Hektar umfassende Landsitz Plateros. Die Gegend wurde vom Landvermesser Luis Machado abgegrenzt und untergliedert. Zu Beginn des 20. Jahrhunderts wies das Barrio rund 150 Einwohner auf.
Am 24. August 1994 war das Barrio Schauplatz des sogenannten Massaker von Jacinto Vera.

## Infrastruktur
Derzeit befindet sich der Bau eines neuen großen Einkaufszentrums im Viertel namens "Nuevocentro Shopping" in Planung.

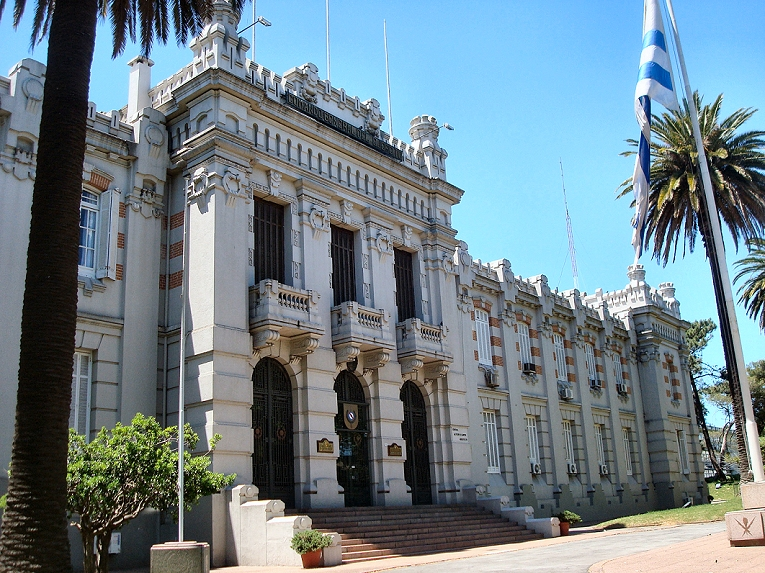
Comando del Ejército (ehemalige Militärschule) in Jacinto Vera
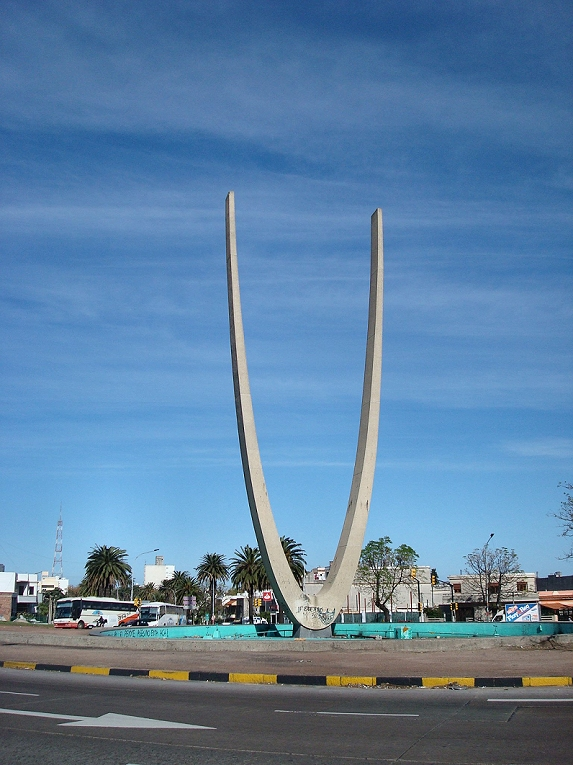
Monumento a Luis Batlle Berres ("Los Cuernos de Batlle") am Bulevar Artigas